# Coumarouna
Coumarouna là một chi thực vật có hoa trong họ Đậu.